# Erice
Erice (sicilsky Èrici nebo U Munti, v antickém období Eryx, řecky Έρυξ, do roku 1934 Monte San Giuliano) je sicilské město, založené na bájné hoře Eryx na západním pobřeží ostrova za dob řecké kolonizace tohoto středomořského regionu. Erice leží zhruba 3 km vzdušnou čarou směrem na severovýchod od Trapani, metropole stejnojmenné provincie. Podle údajů Italského statistického úřadu k 31. 12. 2014 mělo město 28 356 obyvatel. Z uvedeného počtu na samotné hoře však trvale žije jen zhruba pět set obyvatel, většina občanů bydlí na úpatí hory Eryx v lokalitách, ležících na sever a na východ od starého města.

## Původ názvu
Pojmenování hory a města Eryx je podle řecké mytologie odvozováno od jména bájného hrdiny Eryxe, který vládl v sicilském městě Sikania. Za arabské nadvlády se město jmenovalo Džebel Hamid. Normané po dobytí Sicílie a vytěsnění Arabů v roce 1167 přejmenovali někdejší Eryx na Monte San Giuliano a pod tímto názvem bylo město známo až do roku 1934.

## Historie

### Antický Eryx
Území, na němž leží město Erice, bylo osídleno již od prehistorických dob. Podle Thúkydida město založili Trójané, kteří uprchli po prohrané válce přes Středozemní moře. (Thúkydidés ztotožňuje s utečenci z Tróje Elymy, jejichž původ není přesně znám). V antickém období tvořilo město Eryx spolu se Segestou a Entellou trojici největších elymských měst. Původně elymské město, které nikdy nebylo řeckou kolonií, se pak postupně helenizovalo. V 6. až 3. století př. n. l. sloužilo město jako pevnost a opěrný bod Kartaginců. Během první punské války bylo město v roce 241 př. n. l. dobyto Římany a od té doby postupně ztrácelo na významu.

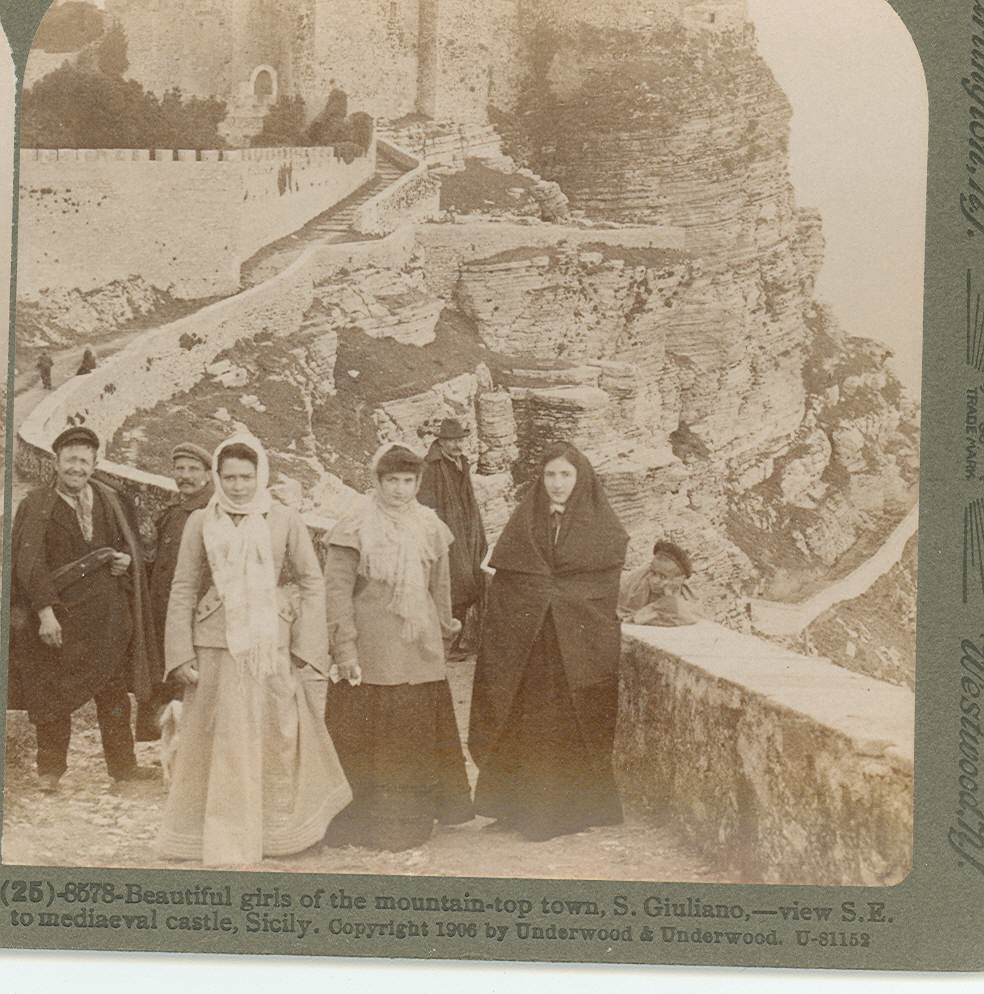
Obyvatelé Erice v roce 1906

Město se proslavilo zdejším chrámem, původně zasvěceným fénické bohyni lásky, sexuality a plodnosti Astartě (sumersky Inanna, akkadsky Ištar), později ztotožňované s řeckou Afroditou a s římskou Venuší (v Erice označována jako Venere Ericina nebo též Erycyna), kde se svérázným způsobem uctíval tzv. Venušin kult. Jak mj. uvádí římský básník Vergilius v Aeneidě, v elymských dobách vyznavači tohoto kultu navštěvovali svatyni na hoře Eryx, aby zde obřadně obcovali s chrámovými "kněžkami".

### Od Arabů ke Španělům
V roce 831 n. l. bylo město dobyto Araby a přejmenováno na Džebel Hamid, což znamená Hamidova Hora.
Sicílii na Arabech vybojoval v 11. století normanský dobyvatel Roger I. Sicilský a antický chrám, který přežil všechny vládce, nechal srovnat se zemí a na jeho místě vystavěl mohutný hrad. Město bylo nově pojmenováno Monte San Giuliano (Hora sv. Juliána).

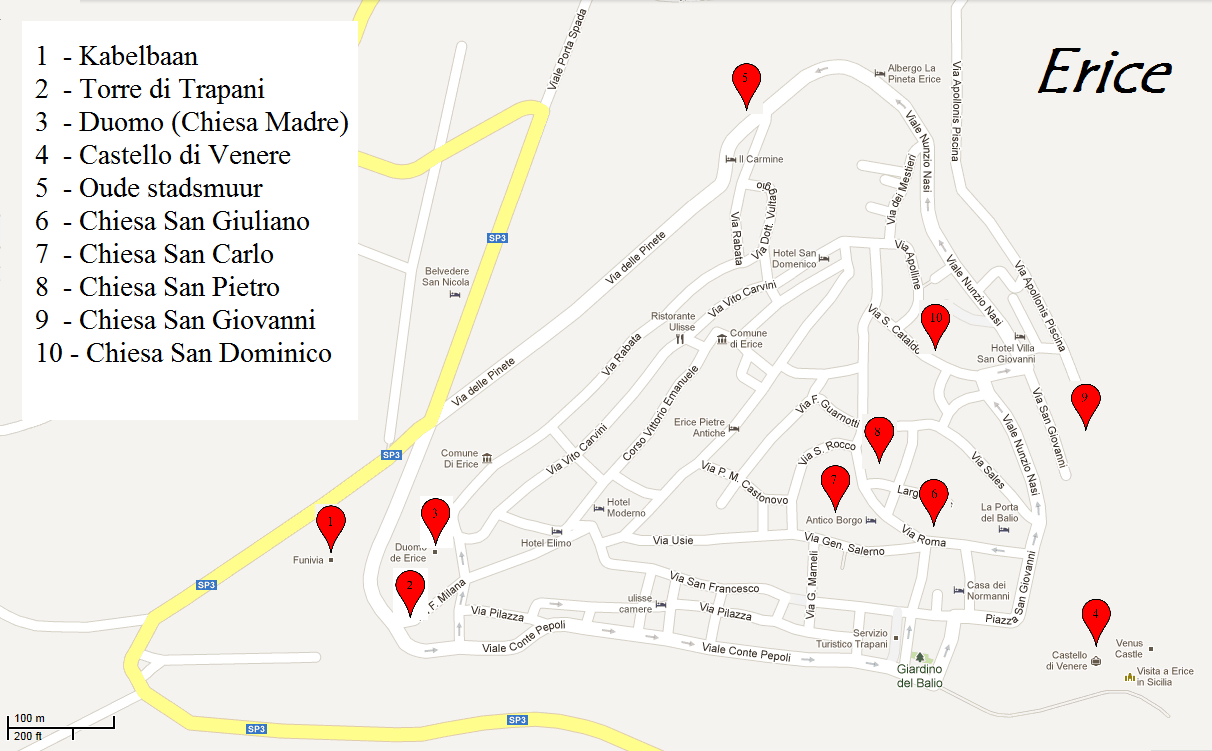
Plán ulic a opevnění starého města

Za obnovení svého významu ve středověku vděčilo Erice důsledkům tzv. Sicilských nešpor, sicilského povstání z 30. března 1282 proti vládě krále Karla I. z Anjou. Za krále Fridricha II. Sicilského (Fridrich III. Aragonský) se Erice pod vedením místních předních rodů stalo významnou pevností v boji proti anjouovcům. Rozvoj města se později promítl v bohatství zdejší architektonických památek.

### Moderní doba
V 19. století bylo vybudováno ve starém městě ústřední náměstí – Piazza della Loggia. V roce 1934 bylo Monte San Giuliano přejmenováno na Erice a bylo k němu připojeno širší území kolem úpatí hory, tzv. Agro Erice, s obcemi Valderice , Custonaci , San Vito Lo Capo a Buseto Palizzolo .

## Památky

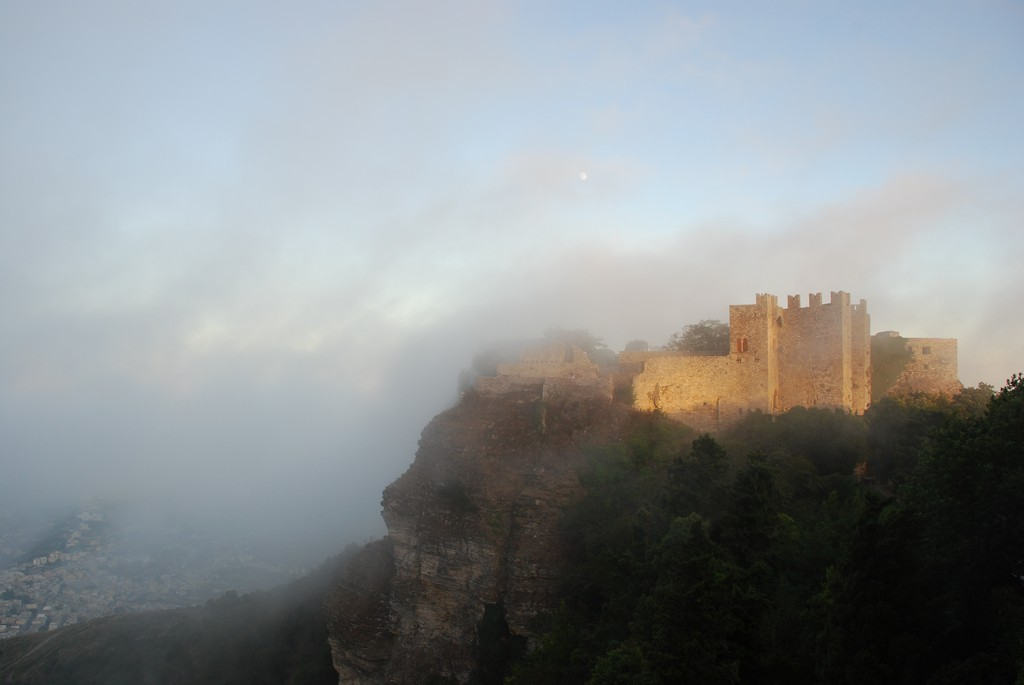
Castello di Venere v oblacích

Město Erice kvůli své poloze, zachovalosti starého města a četných architektonických památek bývá považováno za jedno z nejkrásnějších měst na Sicílii. (Už Vergilius přirovnával Erice kvůli výšce hory a duchovnímu významu sídla k řecké hoře Athos). Erice bývalo také označováno za "město sta kostelů a klášterů".

### Světské stavby
- Tzv. kyklopské zdi z období elymsko-fénicko-punského (8. – 7. století př. n. l.)
- Normanský hrad z 11. století, známý jako "Castello di Venere ", postavený na troskách svatyně "Ericijské Venuše"
- Balio, středověký hrad s věžemi
- Park Giardino del Balio
- Hrad Castello Pepoli z 19. století
- Španělská čtvrť – Quartiere spagnolo

Ve městě se dále nacházejí četné paláce z období od 14. do 19. století – například Palazzo Giuratorio, kde nyní sídlí radnice, Palazzo Burgarela, Palazzo Sales, Palazzo La Porta, Palazzo Ventimiglia, Palazzo Chiaramonte, Palazzo Platamone, Palazzo Coppola a další. Mezi místní památky patří též tzv. baglie – historické hospodářské usedlosti na katastru města.

### Sakrální architektura

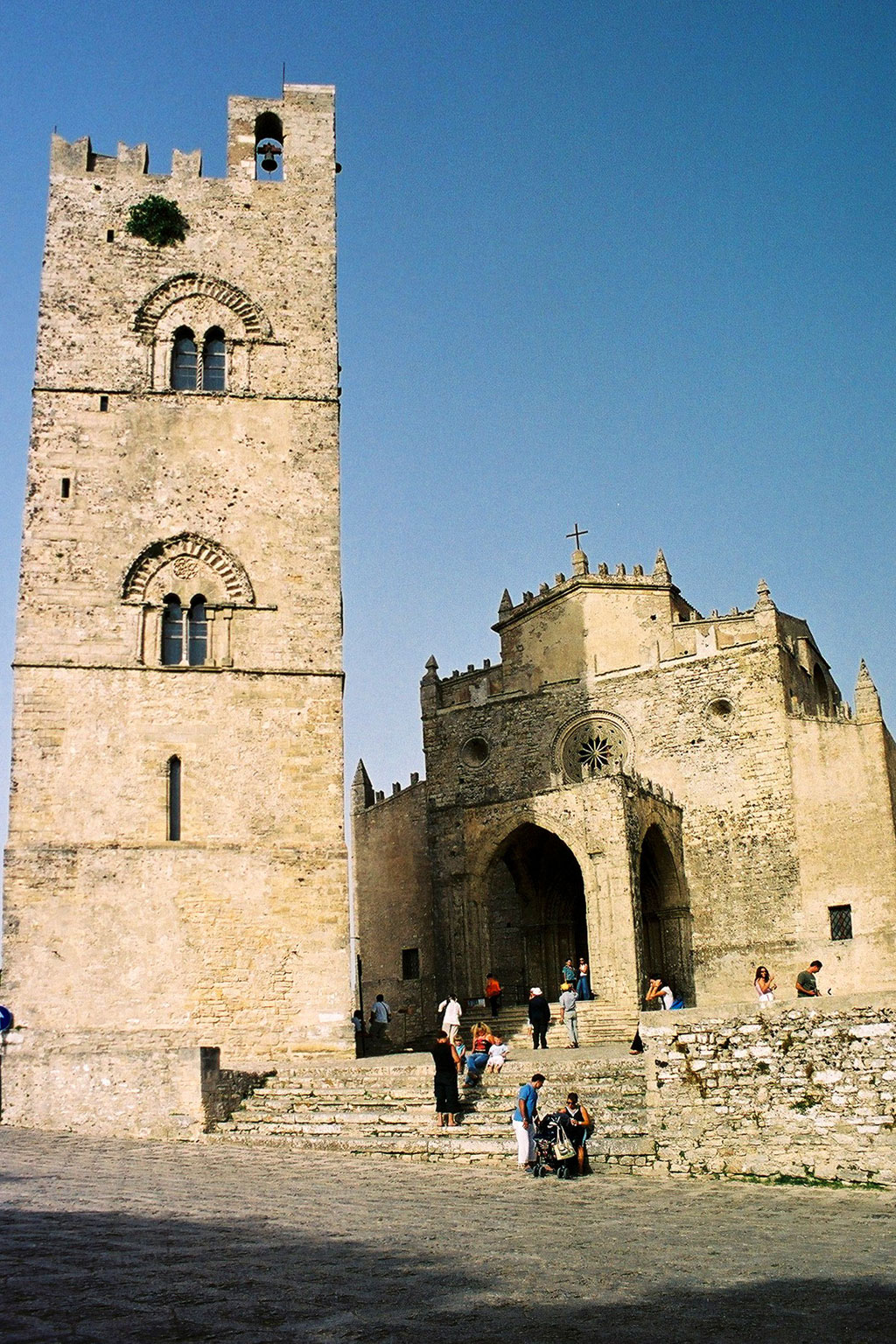
Katedrála Nanebevzetí Panny Marie se zvonicí

- Katedrála Nanebevzetí Panny Marie – Duomo dell'Assunta (též Matrice nebo Chiesa Madre)
- Kostel svatého Petra – Chiesa di San Pietro (sídlo kulturního a společenského střediska Centro Ettore Majorana)
- Kostel svatého Jana – Chiesa di San Giovanni Battista
- Klášter a kostel svatého Františka z Assisi – Convento e chiesa di San Francesco d'Assisi
- Kostel svatého Juliána – Chiesa di San Giuliano
- Kostel svatého Catalda – Chiesa di San Cataldo
- Kaple svaté Anny – Santuario Sant'Anna
- Kostel svatého Martina – Chiesa di San Martino
- Kapucínský kostel – Chiesa dei Cappuccini
- Kostel svaté Uršuly – Chiesa di Sant'Orsola
- Kostel svatého Alberta z Trapani – Chiesa di Sant'Alberto dei Bianchi
- Klášter svatého Spasitele – Monastero del Santissimo Salvatore
- Kostel svatého Antonína – Chiesa di Sant'Antonio

## Zajímavosti

### Město v oblacích

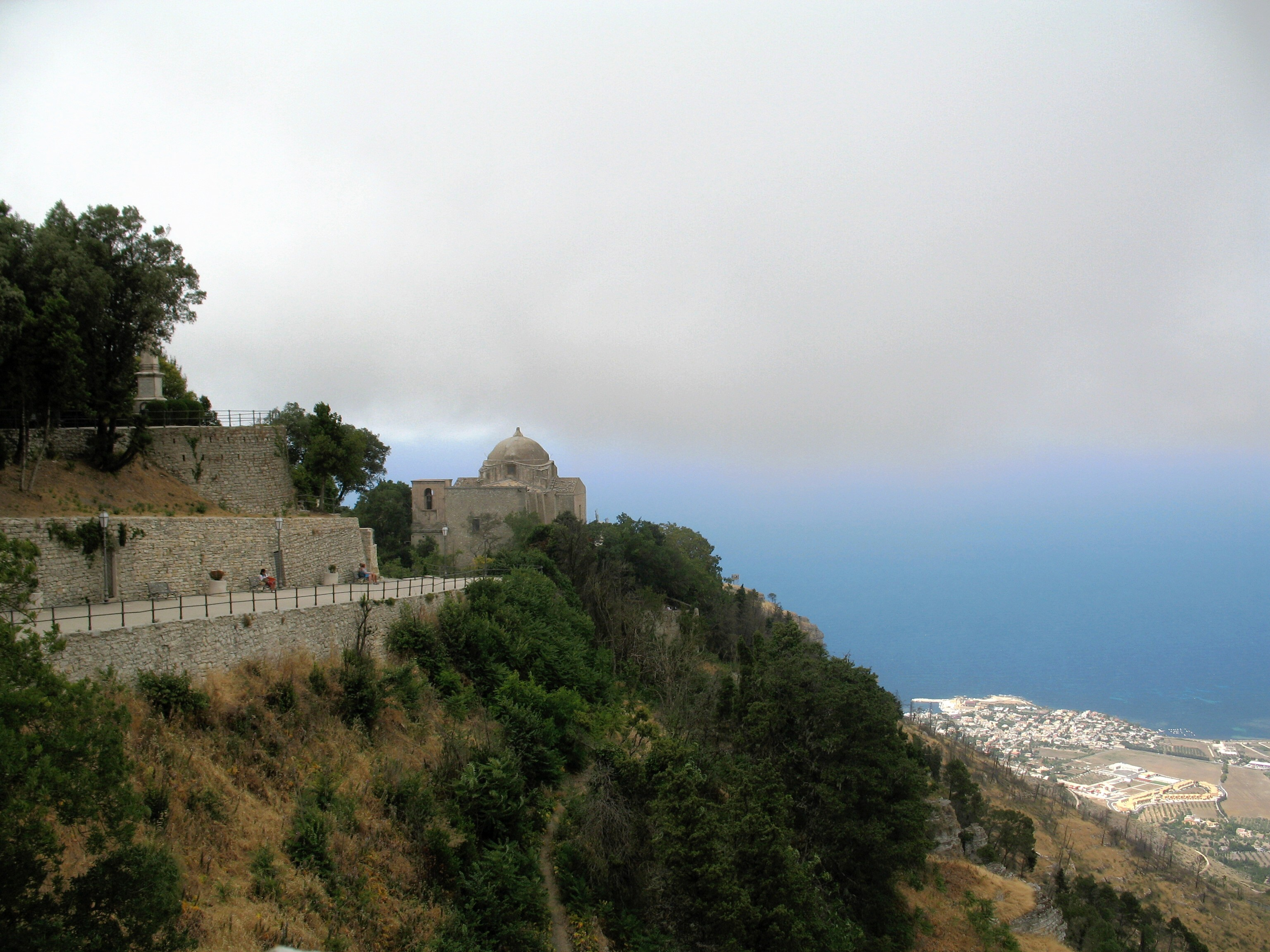
Kostel San Giovanni Battista těsně pod hranicí oblačnosti

Erice je spojeno se zvláštním klimatickým úkazem, způsobeným blízkostí moře a výrazným výškovým rozdílem mezi polohou města a mořskou hladinou. V horních partiích bájné hory Eryx je denní teplota výrazně nižší, než u pobřeží Středozemního moře a v okolních nížinách. Vrchol, včetně starého města, bývá proto často zahalen v mlze a v oblacích. Pokud mlha ustoupí, z městských hradeb i ze samotného normanského hradu se otevře panoramatický výhled na San Vito lo Capo, saliny (soliska) u Trapani, zátoku Bonaglia, Egadské ostrovy a horu Cofano.

### Závod automobilů do vrchu
Každoročně je na strmé silnici z Trapani do Erice pořádán závod automobilů do vrchu pod názvem Cronoscalata Monte Erice. Poprvé se tento závod konal 5. září 1954 a vítězem na trati o délce 16550  metrů se stal Pasquale Tacci s vozem Alfa Romeo.

## Dostupnost
Autem lze dojet po horské silnici ke vstupu do města na Piazza Grammatico, odkud se pokračuje do historického jádra pěšky branou Porta Trapani. Na náměstí Piazza Grammatico končí i pravidelné autobusové linky sicilské regionální společnosti AST, spojující Erice s Trapani. Erice je spojeno s Trapani rovněž kabinkovou lanovkou, jejíž údolní stanice se nachází na okraji metropole této sicilské provincie poblíž nemocnice (ospedale) "Sant´Antonio Abate".

## Fotogalerie

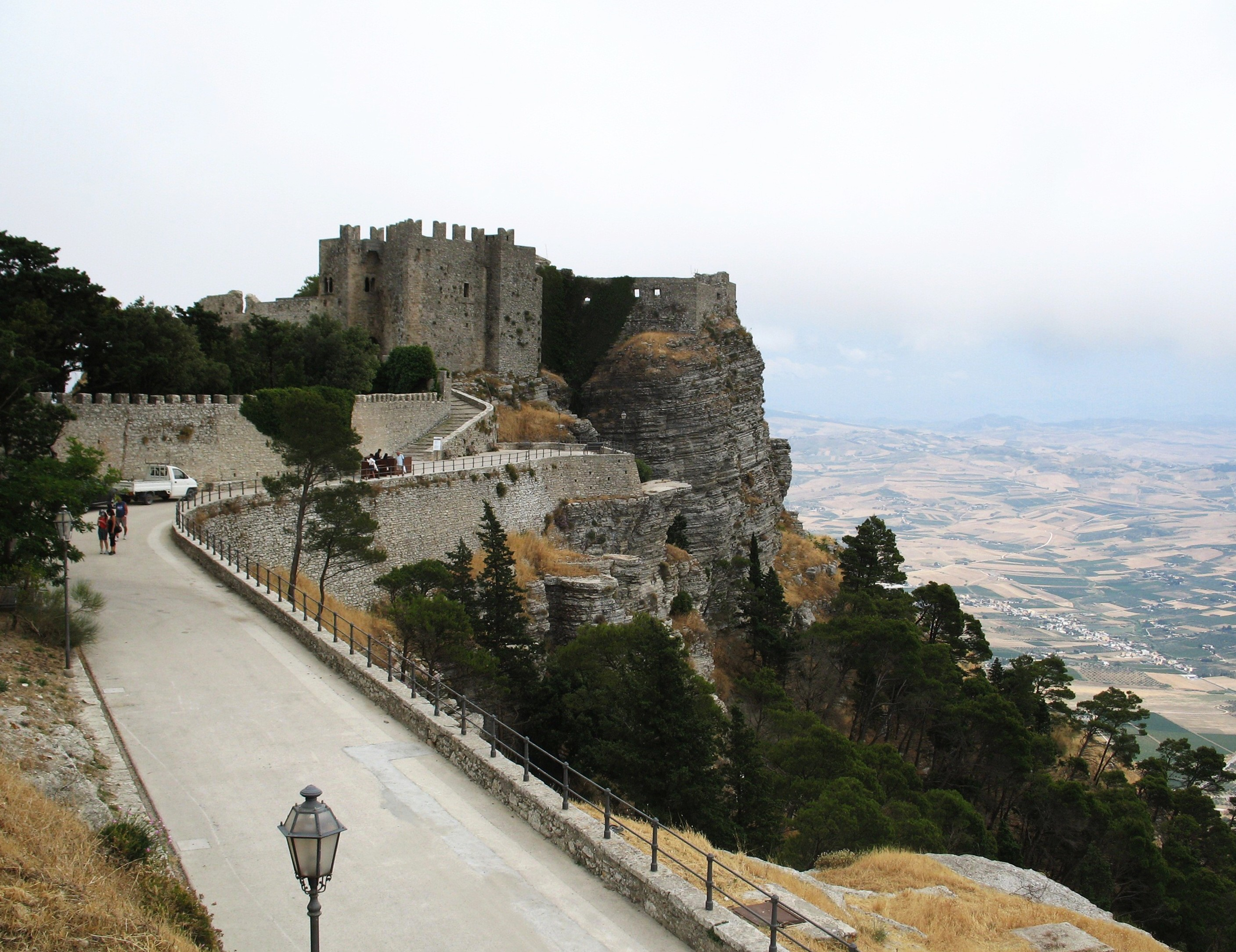
Normanský hrad z 11. století
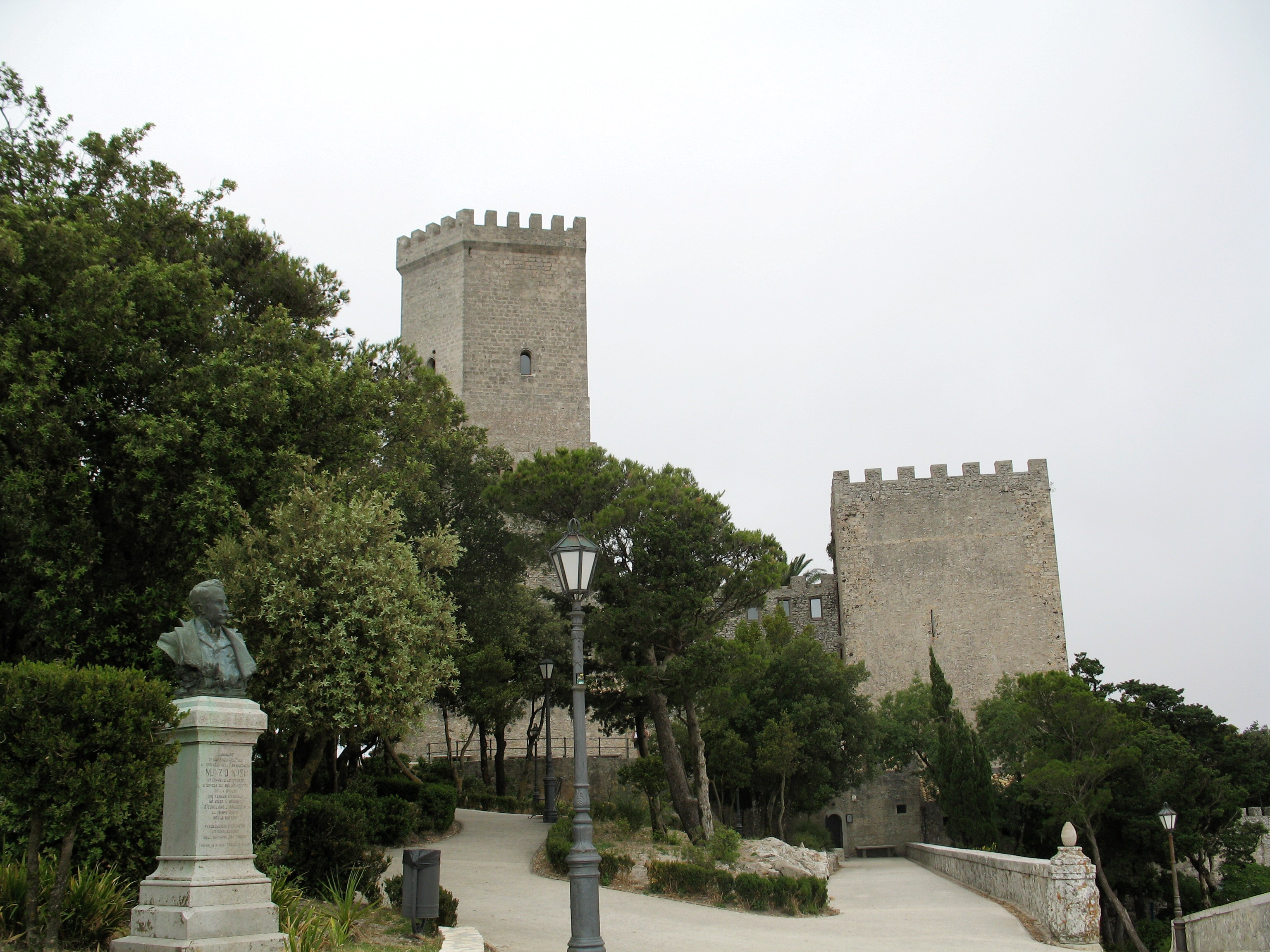
Věže a parčík u hradu Castello del Balio
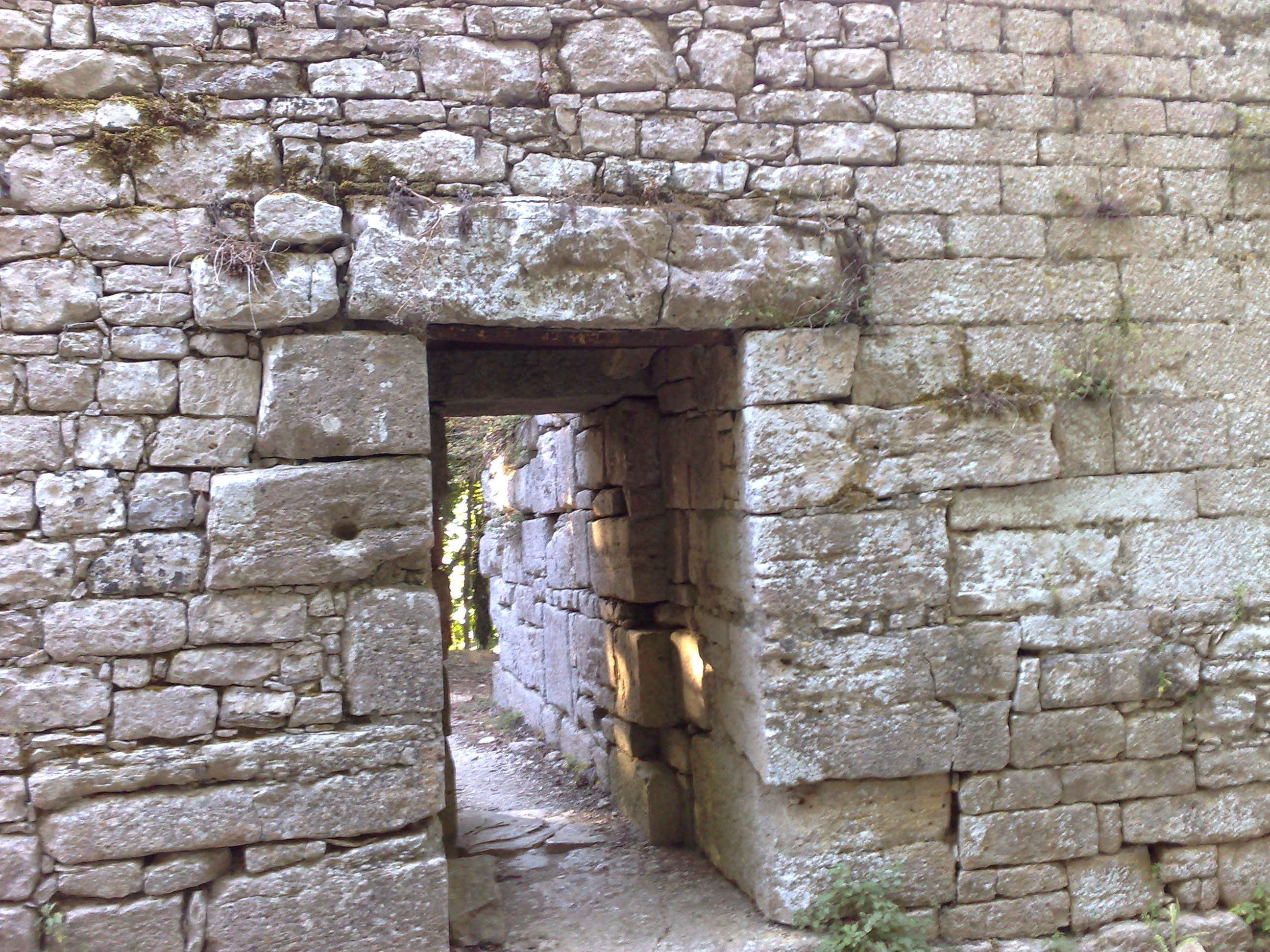
Tzv. kyklopské hradby z elymského období
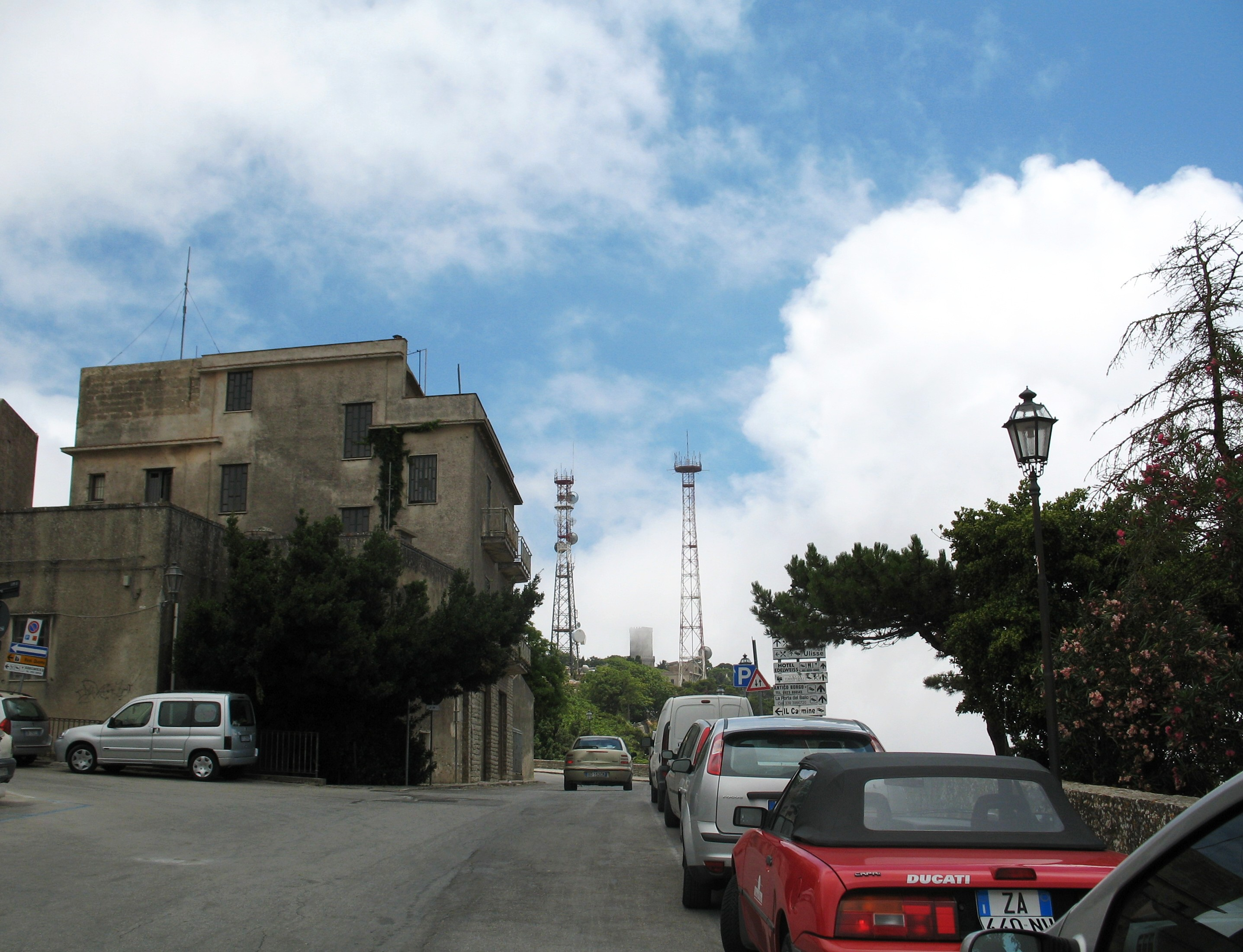
Vysílače nedaleko Piazza Grammatico
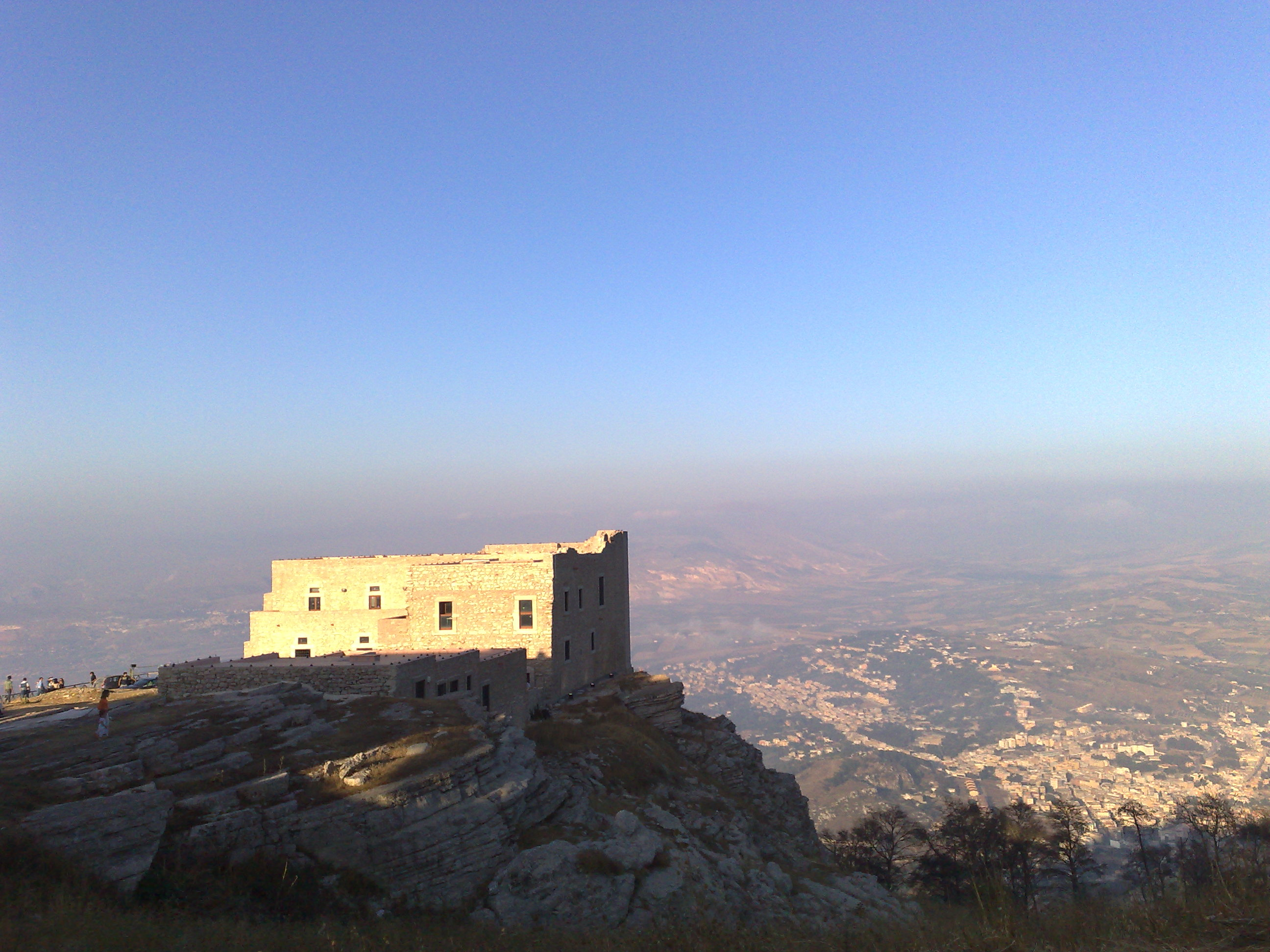
Quartiere spagnolo neboli španělská čtvrť
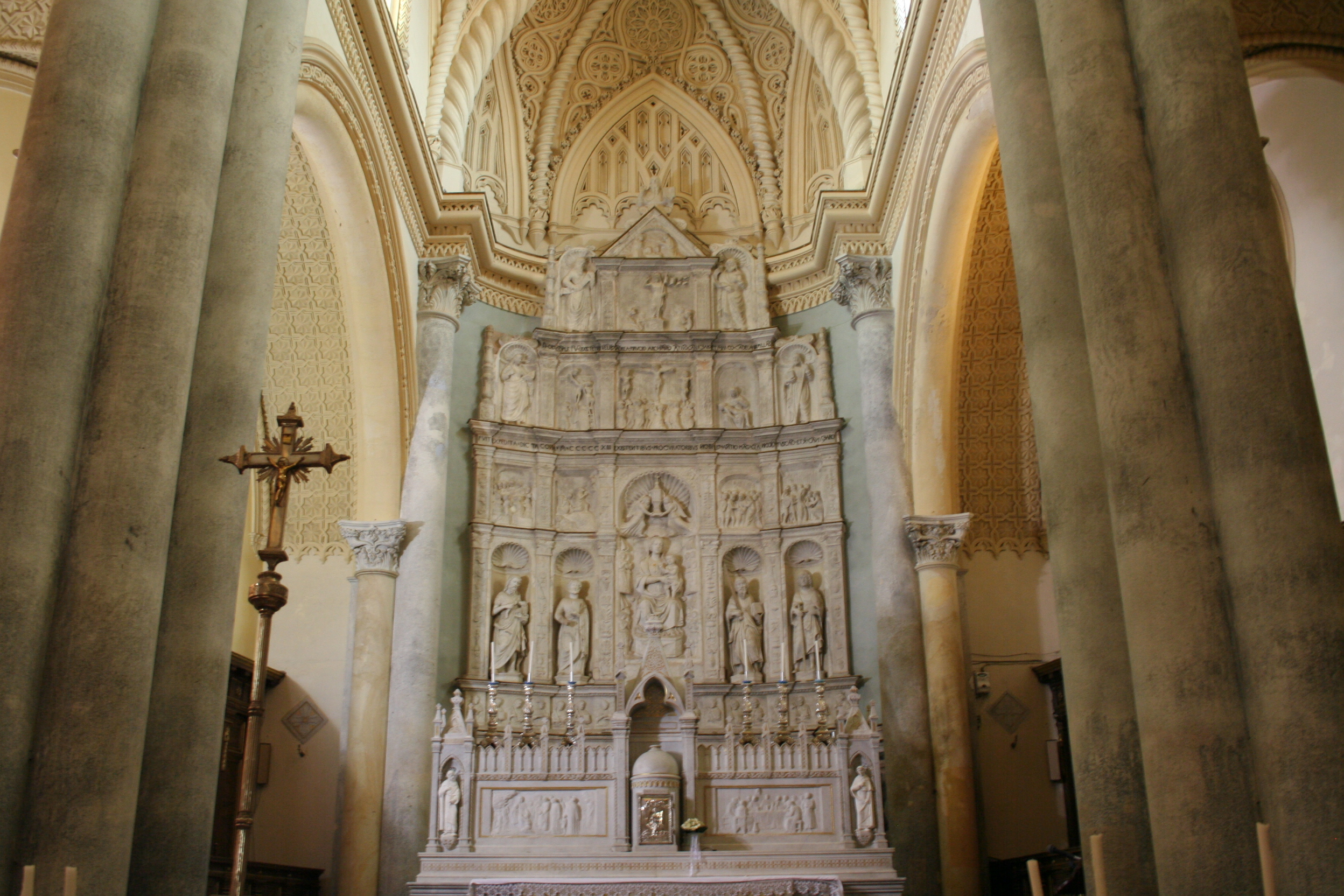
Oltář v katedrále Nanebevzetí Panny Marie
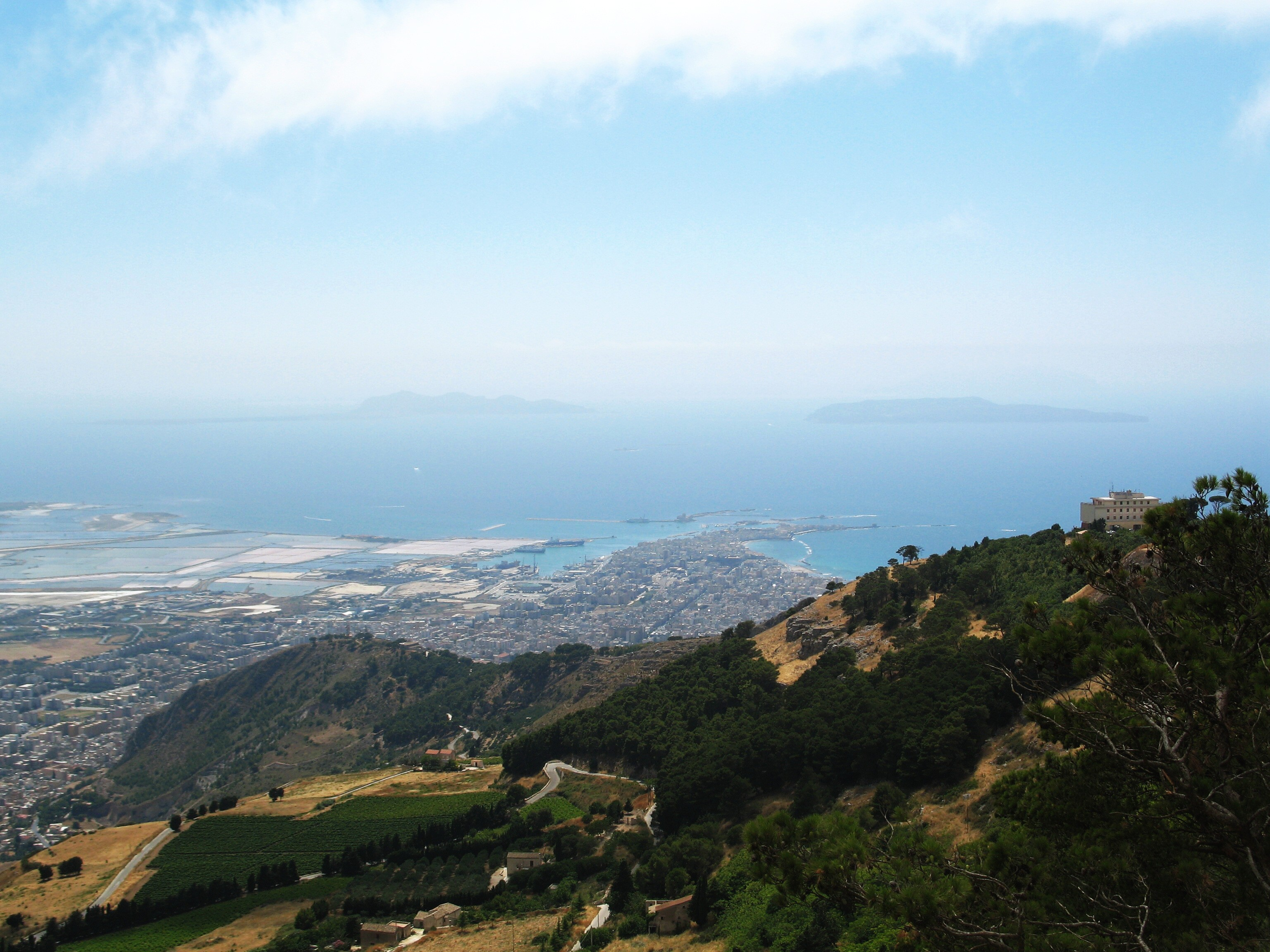
Výhled na Egadské ostrovy a saliny u Trapani
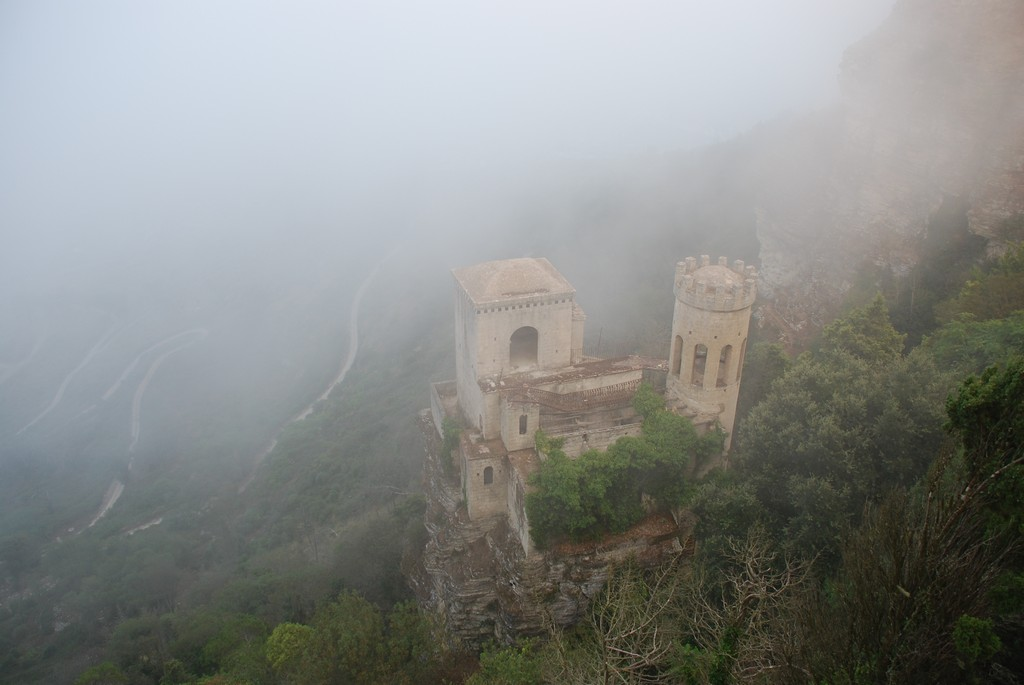
Hrad Castello Pepoli na svahu Monte Erice